# Ole Forsing
Ole Forsing (né le 23 juillet 1942 au Danemark) est un joueur international de football danois, qui jouait au poste d'attaquant.
Il est connu pour avoir terminé meilleur buteur du championnat du Danemark lors de la saison 1970 avec 18 buts.